# アンテミウス
プロコピオス・アンテミウス（Procopius Anthemius、420年頃 –  472年7月11日）は西ローマ皇帝（在位：467年 - 472年）。東ローマ皇帝レオ1世の指名によって西ローマ皇帝に即位したアンテミウス帝は帝国が直面していた二つの軍事的脅威に対処しようと試みた。東西両帝国共同で北アフリカを支配する強大なガイセリック王のヴァンダル族を攻撃するが惨敗に終わり、次いでピレネー山脈にまたがる領域を占拠するエウリック王の西ゴート族を攻撃するもこれも失敗した。アンテミウス帝は西ローマ帝国の実力者であるリキメル将軍と権力争いを起こし、敗れて処刑された。

## 生涯

### 出自と官歴
アンテミウスは東ローマ帝国において文武両官の高位を与えられてきた著名な家門プロコピア家に属していた。母は346年に東方民政総督を務めたフラウィウス・ピリップスの曾孫にあたり、母方の祖父は404年から415年に東方民政総督を務め、405年には執政官に選ばれたフラウィウス・アンテミウスである。彼の父は422年から424年に東方軍区長官（magister militum per Orientem）を務めたプロコピウスであり、ウァレンス帝に対する僭称皇帝プロコピウス（ユリアヌス帝の母方の従兄で母がユリアヌス帝の母バシリナの姉妹）の後裔にあたる人物であった（僭称皇帝プロコピウスの子に同名のプロコピウス（365年 - 没年不明）がおり、このプロコピウスが東方軍区長官を務めたプロコピウスの父である。故にアンテミウスはプロコピウス直系の曾孫となる）。
アンテミウスは420年頃にコンスタンティノープルに生まれ、長じてアレクサンドリアに渡り、新プラトン主義の哲学者プロクロスの元で学び、同門にはマルケリヌス（イリュリクム軍区長官兼民政総督）、プゥサィルゥス（東方民政総督および467年の執政官）、セウェルス（470年の執政官および首都長官）そしてパンプレピゥス（異教徒の詩人）がいた。
453年に彼は東ローマ皇帝マルキアヌス（在位：450年 - 457年）の皇女マルキア・エウフェミアと結婚した。この結婚の後に彼は督軍に昇格し、453年のフン王アッティラの死後、荒廃するに任されていたダーヌビアン辺境地域の防衛線再建に派遣された。454年に彼はコンスタンティノープルに召喚され、454年か455年にパトリキウス（貴族、名誉顕官）の称号が与えられ、定員2名の東方軍区長官職の一人に任命された。455年に彼は西ローマ皇帝ウァレンティニアヌス3世の同僚執政官たる名誉に浴した。
マルキアヌス帝の皇女との結婚、軍の要職への昇進（軍事行動よりも管理業務が主であったが）、パトリキウスの称号そして軍職の最高位、西ローマ皇帝の同僚たる執政官職といった一連の名誉ある出来事はマルキアヌス帝がアンテミウスを東西いずれかの次期ローマ皇帝候補としていたことを示唆する。この仮定は6世紀の歴史家ヨハンネス・マララスがマルキアヌス帝がアウィトゥス帝の次の西ローマ皇帝として彼を指名したと誤って記述していることによっても補強される。 
456年10月に西ローマ皇帝アウィトゥスは廃位され、マルキアヌス帝はおそらくはアンテミウスをその後継者にしようと考えたが、457年1月に彼を同僚皇帝に指名する前に死去してしまった。この結果、両帝国の皇帝が空位となり、西帝国では二人の将軍、リキメルとマヨリアヌス、東帝国ではアラン人のマギステル・ミリトゥム（軍務長官）アスパルがおのおの実権を握った。蛮族出身で皇帝に即位することはできないアスパルは高い権威を持ち自立して行動しそうなアンテミウスの即位に反対し、より低い階級の軍人レオを皇帝に選出させた。西帝国でも蛮族出身のリキメルは即位できず、紫衣を受けたのはマヨリアヌスであった。
アンテミウスは軍務長官となり新帝レオ1世に仕え、国境を脅かす蛮族から帝国を守る任務に就いた。460年頃に彼はヴァラミール率いる東ゴート族とイリュリクムで戦い勝利した。466年から467年の冬にはドナウ川を渡りダキアを荒らしたオルミダク率いるフン族を撃破している。セルディカ（ソフィア）を占領した襲撃者たちはアンテミウスに包囲され、飢えに苦しんだフン族が町を出て野戦をしかけた。フン族出身の騎兵指揮官の裏切りにもかかわらず、アンテミウスの歩兵部隊がこれに打ち勝った。オルミダクが降伏を申し出ると、アンテミウスは逃亡兵を引き渡すよう要求した。

### 即位
新たに選ばれた東ローマ皇帝レオ1世にとっての最大の対外問題がヴァンダル王ガイセリックの存在とイタリア沿岸部への彼らの襲撃であった。465年にリウィウス・セウェルス帝が死去すると西ローマ皇帝は空位となった。ガイセリックはオリブリオスを皇帝候補に推しており、オリブリオスとガイセリックの王子フネリックはともにウァレンティニアヌス3世の皇女を妻としていた。
オリブリオスが西ローマ皇帝になればガイセリックが西帝国の実権を握ることになりかねなかった。レオ1世はガイセリックをラヴェンナの西宮廷からできる限り引き離すことを望んでおり、リウィウス・セウェルス帝の後継者選定を引き延ばした。レオ1世に圧力をかけるべく、ガイセリックはシチリアやイタリアだけでなく東帝国の領域にまで襲撃を広げ、イリュリクムやペロポネソス半島、ギリシャの一部の住民を略奪して奴隷に売っており、レオ1世は行動を起こさざるをえなくなった。
レオ1世はアンテミウスにイリュリクム軍区長官（Magister militum per Illyricum）のマルケリヌスと彼の軍隊を付けてイタリアへと送り込んだ。467年4月12日にアンテミウスはローマから20 - 30マイル離れた場所で皇帝たるを宣言した。アンテミウス帝の選出はコンスタンティノープルでも祝われディオスコルスが賛辞を贈った。

### 治世

#### 東ローマ帝国との関係

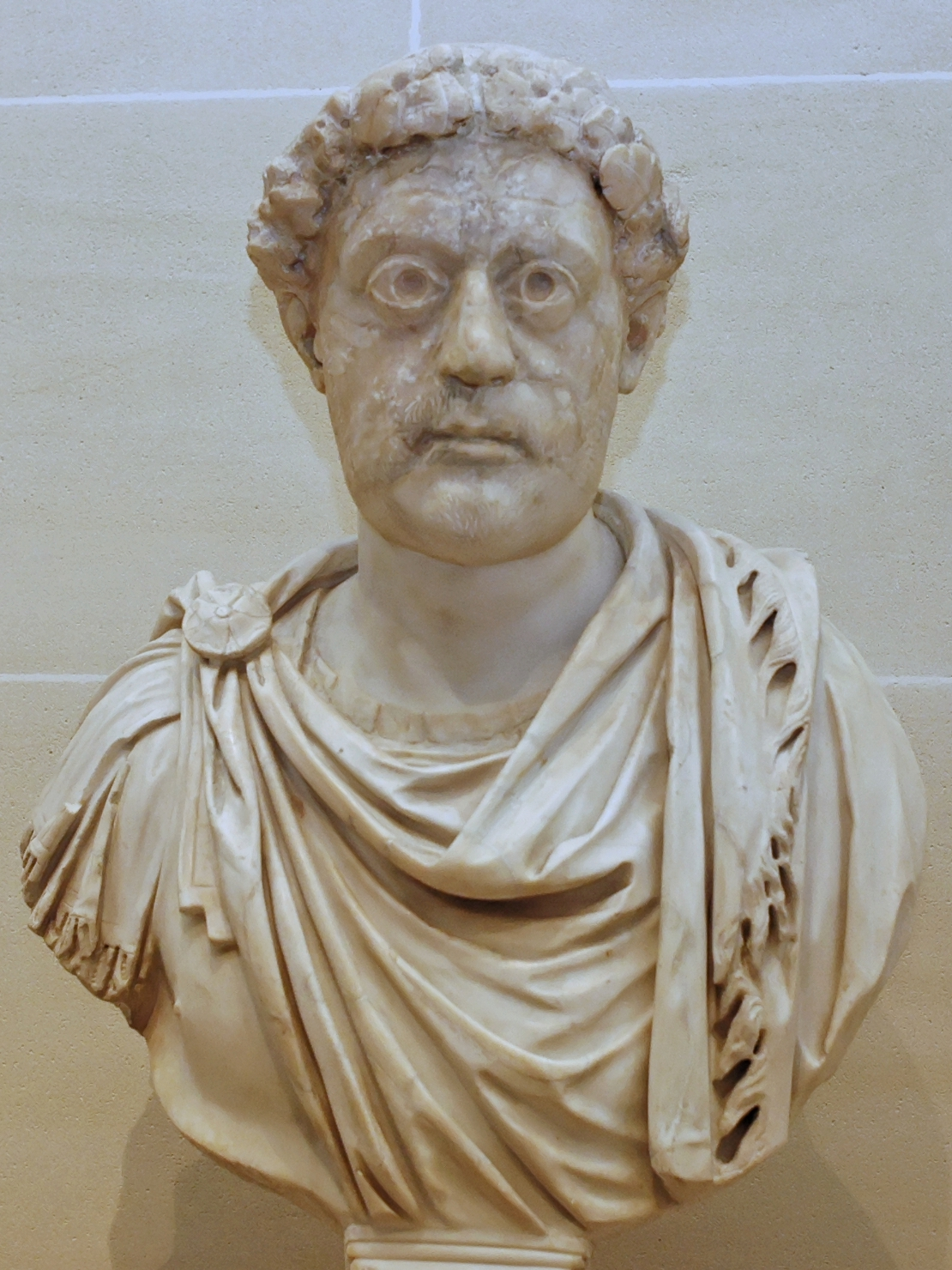
東ローマ皇帝レオ1世。

アンテミウス帝の治世は東ローマ宮廷との良好な関係に特徴づけられ、例えば東ローマの法令はアンテミウス帝を最後の西ローマ皇帝であると記録している。
東西両宮廷は毎年の執政官選出で共調を行い、2名の執政官のうち1名は相手方宮廷の指名した者を受け入れた。468年の即位初年は皇帝が執政官になる慣例に従い、アンテミウス帝が栄誉ある単独執政官（sine collega ）を務め（東ローマ皇帝レオ1世も466年に同様の単独執政官に就任している）。翌469年の執政官は1名がアンテミウス帝の皇子フラウィウス・マルキアヌスが務め、もう1名にはレオ1世の義理の息子のフラウィウス・ゼノン（後の東ローマ皇帝ゼノン）が就任した。
470年はアンテミウス帝と同門で旧友のセウェルスと東方軍区長官（Magister militum per Orientem）のヨルダネスが執政官となった。471年はレオ1世がイタリア民政総督のプロビアヌゥスを同僚とする四度目の執政官に就任している。この年に両皇帝は婚姻でも紐帯を強め、アンテミウス帝の皇子マルキアヌスとレオ1世の皇女レオンティアが結婚した。翌472年に皇子マルキアヌスは二度目の執政官に選ばれ、この時は東宮廷の指名によるものであった。
アンテミウス帝の婚姻政策には唯一の娘アリピアと西帝国における有力者である軍務長官リキメルとの結婚も含まれていた。467年末にローマへ到着していた詩人シドニウス・アポリナリスは全ての社会階層がこの結婚を祝福していたと述べているが、彼はまた新婦のアリピアが夫となった蛮族出身のリキメルを好んではいなかったともほのめかしている。

#### ヴァンダル族との戦争

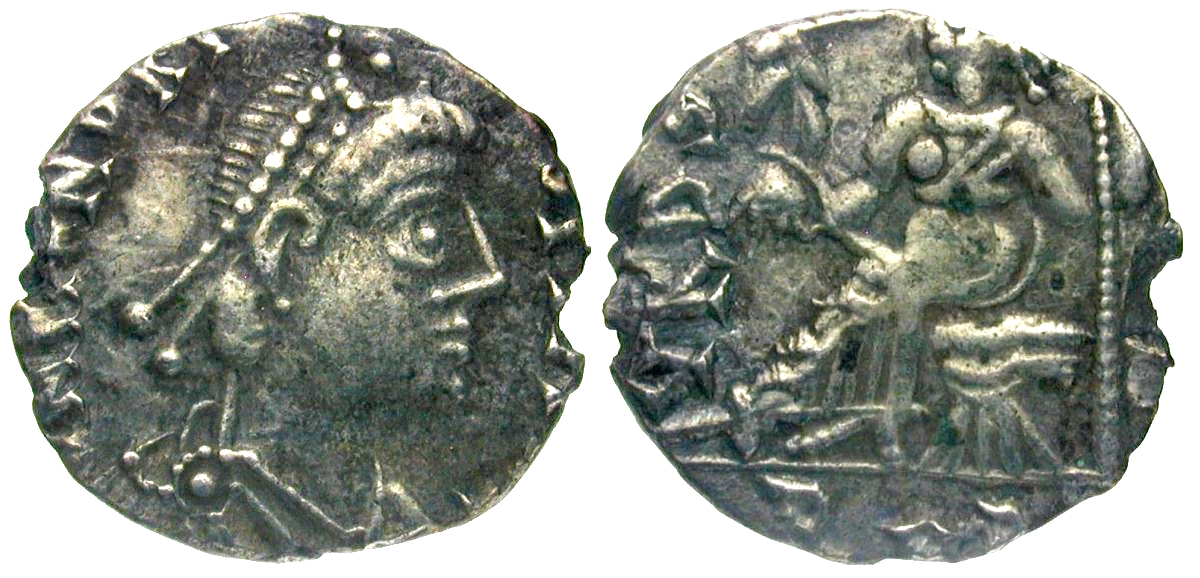
ヴァンダル王ガイセリック

北アフリカのヴァンダル族は西帝国にとっての最重要の懸案であった。467年後半にアンテミウス帝はマルケリヌスを指揮官とする西ローマ軍を編成させ、ヴァンダル族に対する戦争を仕掛けたが、悪天候によって作戦を終える前に艦隊が引き返さざるをえず、失敗に終わった。
468年、東ローマ皇帝レオ1世そして西帝国のアンテミウス帝とマルケリヌス将軍による大規模なヴァンダル王国攻撃が計画された。総司令官はレオ1世の義弟のバシリスクス（後にゼノン帝に対する対立皇帝となる）が務めた。東西合同軍を輸送するための大艦隊が編成され、その戦費のほとんどは東帝国が負担したが、西帝国の財務も相応の負担をしていた。作戦はエジプト軍区督軍のヘラクリウスがトリポリタニアを制圧するとともにマルケリヌス将軍の西ローマ軍がサルディニア島を確保し、そして1013隻の船団によって運ばれるバシリスクスの東ローマ軍本隊10万がカルタゴへ上陸することになっていた。だが、カルタゴ近くのボン岬半島まで到着したバシリスクスの船団はガイセリックの偽りの降伏申し出によって休戦を受け入れてしまい、その隙を突いたヴァンダル軍の火船攻撃によって船団の半数を失う大敗を喫した（ボン岬の戦い）。バシリスクスはコンスタンティノープルに逃げ帰り、マルケリヌスは（恐らくはリキメルの指金により）部下に暗殺された。
レオ1世はガイセリックとの単独講和を決めた。アンテミウス帝は同盟国を失い、この作戦の失敗によって帝国の国庫も窮乏しており、アフリカ奪回を諦め、帝国にとっての第二の問題である西方領土の確保に取り組むことになり、その目標は西ゴート族であった。

#### 西ゴート族との戦争

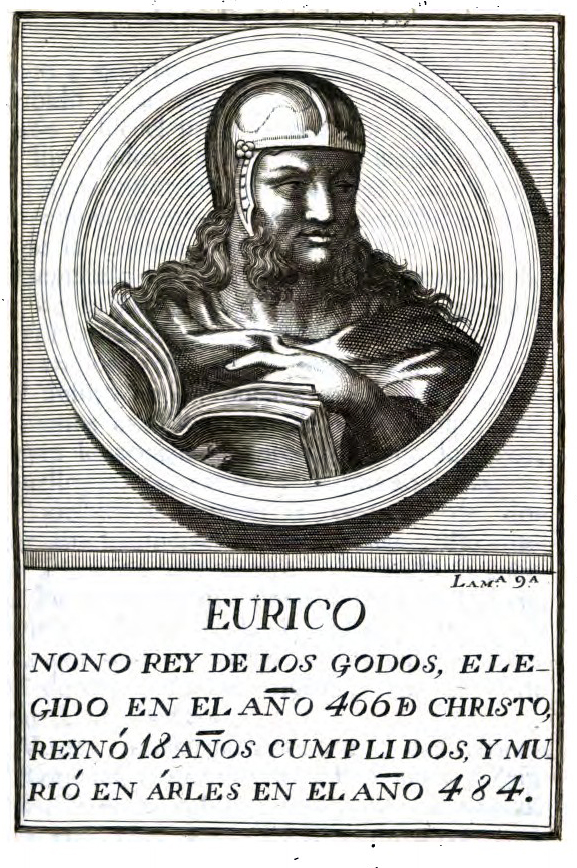
西ゴート王エウリック

北アフリカでの壊滅的な敗北の後、アンテミウス帝はガリア再征服に方針転換した。野心的なエウリック王を頂く西ゴート族は西帝国の政治的な不安定を付いてその領土を蚕食していた。エウリック王の勢力圏はガリアの帝国領の幾つかを本土から分断していた。南ガリアのアレラーテ（現在のアルル）とマルセイユは依然として帝国の統治下にあったが、アヴェニア（現在のクレルモン＝フェラン）は孤立化して廃帝アウィトゥスの子のエクディキウスが支配しており、後にソワソン管区と呼ばれる帝国残存地域はさらに北方にあった。
470年、アンテミウス帝はエウリックと戦うためにアルモリカ（ブルターニュ半島）に住むブルトン族を雇い入れた。当初、ブルトン王リオタムスの2万人の軍勢はブールジュの占領に成功した。だが、西ゴート族領域の中心部に攻め込みデオルの町を攻略しようとしたとき、ブリトン族は西ゴート族の大軍と戦い敗北した。リオタムスはローマの同盟部族であったブルグント族の元へと逃れた。
このため、アンテミウス帝は西ゴート族を直接攻撃することに決めた。彼は皇子アンテミオルゥスを名目上の司令官とし、トリサリウス将軍、エヴェルディンゴス将軍そしてヘルミアヌゥス将軍に軍を召集させた。アンテミオルゥスの軍はアレラーテを出立してローヌ川を渡ったが、ここでエウリックの西ゴート軍に迎え撃たれた。西ローマ軍は敗北して、将軍たちは戦死し、周辺地域は略奪された。

#### 内政
アフリカの支配は失われ、西方諸州の支配も不安定なものになっていたが、アンテミウス帝のイタリア支配もまた反対勢力によって脅かされていた。彼は東宮廷から東ローマ皇帝によって選ばれたギリシャ出身者であり、これに加えて異教徒ではないかと疑われてもいた
元老院階級からの支持を得るためにアンテミウス帝はイタリアやガリアの支配階層にパトリキウス（貴族、名誉顕官）の称号を乱発した。彼は東帝国では一般的だった市民へのパトリキウス称号の授与を行い、非常に多くの貴族階層にもこれを与えたために称号のインフレ状態になっている。
新たなパトリキウスにはロマヌスやセウェルスといったイタリア人元老院議員もいたが、これまでの慣例に反してガリア人元老院議員や顕著な経歴のない者に与えており、その中にはマグナス・フェリクスやガリア人の詩人のシドニウス・アポリナリスがいた。シドニウスが領民の請願を携えてローマを訪ねた際に仲介者の執政官バシリウスが、468年1月1日に開かれるアンテミウス帝の執政官就任式のための頌詩を披露するよう勧めた。皇帝はこの詩人を称え、パトリキウスの称号と「元老院の第一人者」（Caput senatus）の階級を授与し、これまでイタリア人貴族のための官職だった首都長官職のさえ与えようとした。シドニウスは西ゴート族と通謀した疑いで死刑を宣告されたガリア民政総督アルウァンドゥスの減刑をとりなしている。
両帝国の良好な関係はプロパガンダに用いられた。アンテミウス帝はメディオラヌム (英語版) （現在のミラノ）、ラヴェンナそしてローマに造幣所を有しており、統一を示す二人の皇帝が手に手を取り合うソリドゥス金貨が発行された。アンテミウス帝が宮廷をローマに再建したため、ローマの造幣所が他の二つよりもより一層重要になっている。幾つかの貨幣は皇后マルキア・エウフェミアの名が刻印されており、ソリドゥス金貨の中には二人の皇后が描かれているものもあり、これは皇女アリピアの結婚式に際するもとのされる。

### 内戦と死去

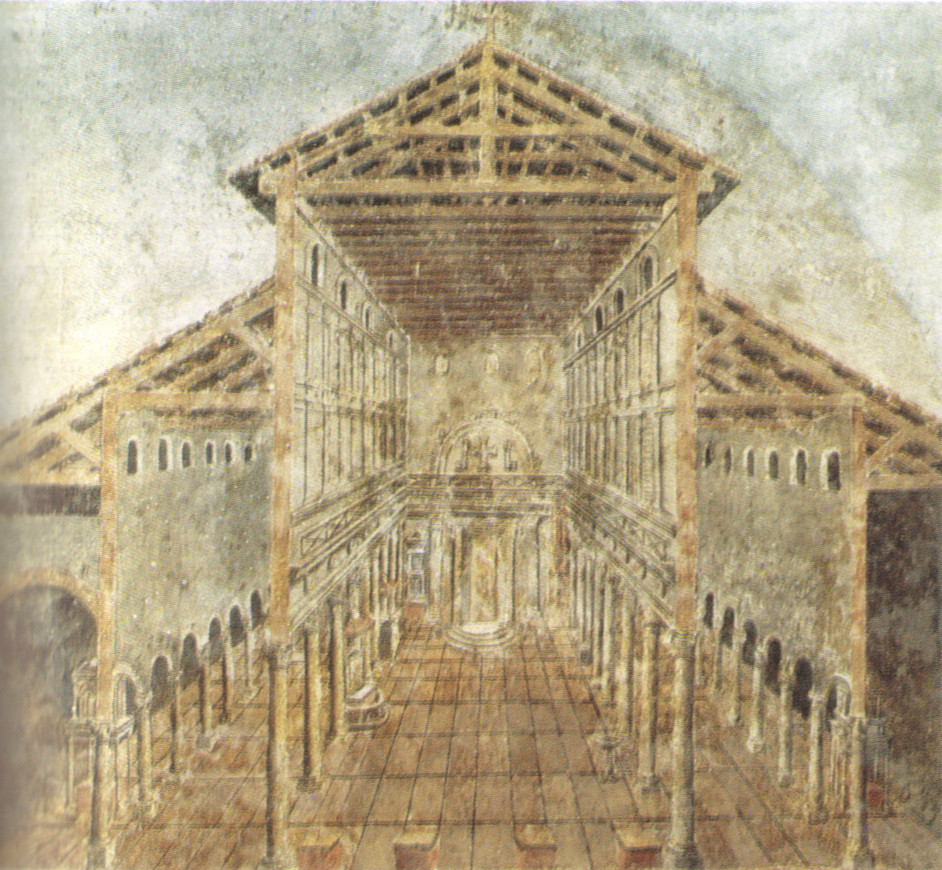
コンスタンティヌス1世によって造営された旧聖ペテロ大聖堂。472年にアンテミウス帝はリキメルの支持者たちから逃れるためにここへ避難した。

当時の西ローマ宮廷における最有力者はアウィトゥス帝とマヨリアヌス帝を廃位し、先帝リウィウス・セウェルスを擁立した（リウィウス・セウェルス帝を殺害したとする史料もある）軍務長官（magister militum）リキメルであった。東ローマ宮廷によって指名されたアンテミウス帝は皇女アリピアをリキメルに嫁がせて結びつきを強めたものの、両者の関係は良好なものにはならなかった。リキメルはアンテミウス帝を「つまらぬギリシャ人」（graeculus）と呼び、アンテミウス帝はリキメルを「忘恩の男」と罵った。両者の不和の臨界点はイタリア人の元老院議員でパトリキのロマヌスの裁判であり、リキメルの支持者であった彼は470年に反逆罪で告発され、死刑を宣告された。 
ロマヌスが処刑されるとリキメルは対ヴァンダル戦のために集めていた6,000人の兵士を引き連れて北へと向かい、メディオラヌム（現在のミラノ）に入った。アンテミウス帝とリキメルの両派は小競り合いを繰り返したがパヴィア司教エピファニウスの調停により、1年の休戦に同意した。
472年初頭に内戦は再開し、アンテミウス帝は病人を装って聖ペテロ大聖堂への避難を余儀なくされている。東ローマ皇帝レオ1世はオリブリオスを両者の調停のために派遣したが、ヨハンネス・マララスの年代記によれば、同時にレオ1世はオリブリオスを殺害するようアンテミウス帝に使嗾する密書を送っていた。この密書を手に入れたリキメルはオリブリオスに見せた上で、彼が皇帝であると宣言した。 
内戦が本格化し、ローマ市民と貴族たちはリキメルの軍に加えて、オドアケル将軍を含む蛮族の軍勢に攻撃されることになった。リキメルはアンテミウス帝をローマ市内に封じ込め、包囲戦は5か月に及んだ。市内に侵入したリキメルの軍はテヴェレ川の船着き場とパラティーノとの分断に成功し、皇帝の支持者たちは飢えに苦しめられた 。
両派ともにガリアに援軍を要請したがブルグント族のガリア軍区長官（Magister militum per Gallias）グンドバトは叔父にあたるリキメルの側についた。アンテミウス帝はゴート族のジリメールをガリア総督（Rector Galliarum）に昇格させて、皇帝派の軍隊を率いてローマへ入城させようとした。ジリメールはローマに入城できたが、リキメル軍がアエリュウス橋とハドリアヌス帝霊廟（現在のサンタンジェロ城）を通ってテヴェレ川を越え、市内中心部へと突入しようし、これを防ぐ戦いでジリメールは戦死している。
外部からの援軍の望みは絶たれ、食料も欠乏していたアンテミウス帝はなお戦うべく兵を再集結させようとするが、彼の軍隊は敗れ、大勢が殺害された。皇帝は物乞いに変装して聖ペテロ大聖堂（幾つかの史料ではサンタ・マリア・イン・トラステヴェレ聖堂）に逃れたが、ここで捕えられ、472年7月11日にグンドバトまたはリキメルによって斬首された。
リキメルはアンテミウス帝の死から程ない8月18日に急死し、リキメルが擁立したオリブリオス帝もまた10月23日に短い治世を終えている。その後の西ローマ帝国は短命の皇帝の廃立が相次ぎ、最後の西ローマ皇帝ロムルス・アウグストゥルスが廃位されるのは、アンテミウス帝の死から4年後の476年のことであった。

### 一次資料
アンテミウス帝の事績に関する史料は5世紀の他の西ローマ皇帝と比べて豊富である。これは彼がコンスタンティノープル出身であり、東ローマ宮廷の史料が後世にまで残されていたことによるものであり、これに加えてガリア系ローマ人の詩人シドニウス・アポリナリスが468年1月1日に披露したアンテミウス帝への頌詩からも彼の経歴を引き出すことができることによる。
- Gregory of Tours, Historia Francorum
- Jordanes, Getica
- Sidonius Apollinaris, Epistulae and Carmen

### 二次資料
- Morris, John; Arnold Hugh Martin Jones and John Robert Martindale (1992). Prosopography of the Later Roman Empire. Cambridge University Press. pp. 697. ISBN 0-521-07233-6
- Bury, John B. (1958), History of the Later Roman Empire. From the death of Theodosius I. to the death of Justinian Vol. 1, London: Macmillan
- エドワード・ギボン 著、朱牟田夏雄 訳『ローマ帝国衰亡史〈5〉第31‐38章―アッティラと西ローマ帝国滅亡』筑摩書房、1996年。ISBN 978-4480082657。
- ジャン・レミ・パランク 著、久野浩 訳『末期ローマ帝国』白水社、1976年。ISBN 978-4560056028。